# Le Chiffonnier (phim 1896)
Le Chiffonnier (tiếng Anh: The Rag Picker), hay Une bonne farce (tiếng Anh: A Good Joke) (tạm dịch: Trò hề hay) là một phim câm của Pháp năm 1896 do Georges Méliès đạo diễn. Nó được phát hành bởi công ty Star Film của Méliès và được đánh số 9 trong danh mục phim. Phim được giả định là đã thất lạc.